# 大洪荒
《大洪荒》（英語：One Million Years B.C.）是一部於1966年由唐·夏飛執導的英國冒險幻想電影。該電影由鹹馬電影製作公司和七藝製作公司聯合製作，其故事翻拍1940年的美國幻想電影《公元前一百萬年》。主演陣容包括拉寇兒·薇芝和約翰·理查森。
和原版電影一樣，這部翻拍版的背景設定在虛構的史前時代，描繪了原始人和恐龍共存的情景。並於1965年底在加那利群岛進行拍攝。這部電影在英國發行的版本是用染料轉印技術的特藝七彩製成的。由20世紀福斯發行的美國版本則刪減了九分鐘的內容，使用了豪華彩色技術，並於1967年上映。所有恐龍的動畫則是由雷·哈利豪森使用定格動畫技術製作的。

## 演員
- 拉寇兒·薇芝 飾 Loana
- 約翰·理查森（英语：John Richardson (actor)） 飾 Tumak
- 佩西·赫伯特（英语：Percy Herbert (actor)） 飾 Sakana
- 羅伯特·布朗（英语：Robert Brown (British actor)） 飾 Akhoba
- 瑪蒂娜·貝斯維克 飾 Nupondi
- 讓·沃拉登 飾 Ahot

## 製作
《大洪荒》的外拍場景是在1965年隆冬在加那利群島的蘭薩羅特島和特內里費島拍攝。這部電影的主要元素也是以野藍薊植物為特色，以此向特內里費島獨特的特種植物群致敬。然而這些植物是在蘭薩羅特島海灘拍攝的場景中種植的。不過實際上這種植物只在五月到六月開花。位於位於海拔超過1,600公尺（5,200 英尺）的特內里費島山區生長。由於加那利群島沒有活火山，該工作室不得不在英國聯合影片公司上建造一座 6-7英尺（2公尺）高的火山，進行電影中描繪火山熔岩爆炸的場景，熔岩流的道具則是由牆紙糊、燕麥片、乾冰和紅色染料混合而成。雷·哈利豪森在他位於倫敦的個人工作室拍攝了恐龍視覺效果。
由於貝殼族人遭到巨型烏龜的襲擊，主要角色們稱其為古巨龜，這部電影使用了四種活體動物協助拍攝：一隻美洲鬣蜥、一隻疣豬、一隻羅丹和一隻狼蛛（在狼蛛身邊可以看到一隻蟋蟀）。雷哈里豪森表示他使用真實的生物，會讓觀眾相信他們即將看到的一切都是真實的。
在劇中使用的恐龍骨架有助於建立觀眾對於主要角色進一步遭遇恐龍的期待。這個被認為是巨大的骨架實際只有12英寸長，由石膏製成，在藍色背景下拍攝，並與前景融為一體。
年輕的異特龍襲擊村莊的場景與原片中的場景相似。異特龍出現後不久，它就將一個男子從水中攫取。製作人員在此段使用了一個懸掛在線上的演員，而哈利豪森則在後投影板上放置了一個動畫模型人，使得似乎真人正在被異特龍吞噬。另一個技術上較為複雜的場景是，一個男子在與年輕的異特龍戰鬥時被困在一個遮蔽處：恐龍則抓住了一個支撐物並使遮蔽處倒塌。製作團隊在拍攝到這個段落時，搭景了一座全尺寸遮蔽所。以便遮蔽處崩塌時呈現更加真實。哈利豪森異特龍的嘴裡放置了一個微型部件，在後投影板上完美地融入了整個場景。
該段落最重要的一個場景是，Tumak從下方使用了一根長矛刺穿了異特龍。飾演Tumak的演員約翰·理查森在拍攝遠景中並未持有任何東西，僅假裝手中拿著一根長矛，但在電影特寫鏡頭中則真正拿著一根長矛。實際上，製作人員則特意製作一個用於遠景鏡頭的微型長矛，放置在工作室前面及理查德森的手上，哈利豪森在微型長矛上方的線上懸掛了一個年輕的異特龍，使畫面看起來更加真實。
翼龍的場景花了很多時間製作，主要是因為製作一個翼龍模型來抓起真正的女演員非常困難。然而解決方法很簡單：攝影組讓拉寇兒·薇芝在石頭後面掉落，然後模型的翼龍俯衝而下，並帶走了一個薇芝的模型，薇芝將在消失的那一秒鏡頭將其替換成模型。稍後當翼龍把她帶到巢穴時，攝影組通過雙重曝光的方式把巢穴合成到真實的岩石面上。在翼龍和喙嘴翼龍搏鬥的場景中，當薇芝掉進水裡時，哈利豪森和攝影組將她安置在兩個假的橡膠翼龍爪模型中掉出來，當真正的薇芝掉到床墊上時，電影則切換到了一個長鏡頭，使用以線懸掛的薇芝模型進行拍攝。
Loana的角色在鹹馬電影製作公司的計畫中，原預定將由乌尔苏拉·安德烈斯演出，然而安德烈斯最後則因談判工資要求不合而放棄加入電影演出 ，薇芝因而成為替代安德烈斯的新女主角，在此之前，薇芝已經為福斯完成了《奇妙之旅》的製作，她與製片廠簽訂了合同，製片廠總裁理查德·扎努克則告訴她，她將被借給鹹馬電影製作公司進行電影的製作。

### 毛皮比基尼
拉寇兒·薇芝在電影中穿著毛皮製成的比基尼躲起來。並被標榜為「人類歷史上首個比基尼」，電影上映後，薇芝的宣傳照片成為當時最暢銷的性感女郎海報，後來被形容為「20世紀60年代的典型範例」，成為一種流行文化現象及時尚標誌。
藝術家湯姆·錢特雷爾複製了這幅標誌性圖像作為電影海報，並在恐龍遍布的風景中使用粗體紅色字體標出電影標題。
薇芝在2012年的一次採訪中表示，服裝設計師卡爾·湯姆斯為她製作了三件合身的比基尼，其中兩件用於濕景和打斗場景：「卡爾剛剛用鹿皮披上著我，我站在那裡，而他用剪刀開始製作了衣服。」20 世紀福克斯公司在一次宣傳活動中，將許多著名的攝影師空運到特內里費島，但韋爾奇的標誌性姿勢是由製作團隊的靜態攝影師拍攝的。這張海報在日後成為電影《肖申克的救赎》中的一個主要元素。 

### 音樂
作曲家馬里奧·那斯班內負責《大洪荒》的音樂和配樂工作。配樂於1985年在意大利作為間奏曲標籤上的7軌限量版乙烯基LP發行。並於1994年在意大利以光盤形式重新發行（現已絕版），電影使用的音樂包括：
| 《大洪荒》電影原聲帶 | 《大洪荒》電影原聲帶                               | 《大洪荒》電影原聲帶 |
| 曲序                 | 曲目                                               | 时长                 |
| -------------------- | -------------------------------------------------- | -------------------- |
| 1.                   | Cosmic Sequence                                    | 3:44                 |
| 2.                   | Lunar Landscape                                    | 1:51                 |
| 3.                   | Tumak meets Loana                                  | 3:45                 |
| 4.                   | Tumak in the Domain of the Shell tribe             | 5:24                 |
| 5.                   | Dance of Dupondi                                   | 1:16                 |
| 6.                   | The Pteranodon Carries Loana to its Nest           | 4:35                 |
| 7.                   | Tumak rescues Loana/Eruption of the Volcano/Finale | 9:33                 |
| 总时长：             | 总时长：                                           | 30:08                |

## 上映
《大洪荒》於1966年10月25日在倫敦貿易展上首次放映，1966年12月30日由華納百代（Warner-Pathé）在英國正式上映，美國則由20世紀福斯於1967年2月21日放映。其中美國的剪輯版則進行審查，將大約9分鐘的片段刪去。刪除的場景包括瑪蒂娜·貝斯維克的挑逗性舞蹈、洞穴中一名猿人的可怕結局以及年輕的異特龍攻擊部落的一些鏡頭。1966年10月17日，英國電影分級委員會宣布該片將獲得A級證書評級。

### 家庭光碟
《大洪荒》最初是透過VHS和鐳射影碟形式進行發行。2002年，華納兄弟發行了《大洪荒》的英國DVD，其中收錄了「恐龍谷中的拉寇兒·薇芝」專題紀錄片、對雷·哈里豪森的12分鐘採訪和戲劇版本的預告片。二十世紀影業於2004年發行了美國版本的DVD。
2016年10月， 頻道製片公司在英國發行了一張特別的《大洪荒》兩碟50週年藍光光碟紀念版，其中包含對薇芝和貝斯維克的新採訪、新的哈里豪森分鏡劇照和其他宣傳圖片。在美國，Kino Lorber工作室於2017年2月14日發行了藍光光盤，其中包括電影的國際版本（光碟1）和美國版本（光碟2）。本期比英國版有更多的額外影響，包括2002年對薇芝和哈里豪森的採訪，以及電影歷史學家提姆·盧卡斯的音頻評論。

## 評價

### 票房
儘管在美國上映時受到審查，然而《大洪荒》這部電影仍然很受歡迎，在上映的第一年就在美國賺取了250萬美元的票房。根據二十世紀影業的記錄，這部電影需要賺取2,250,000美元的票房才能實現收支平衡，最終電影獲得了4,425,000美元的票房成績，獲得可觀的利潤。
1968年，《大洪荒》與1965年電影《她》在英國重新上映。成為當年第九大最受歡迎的電影。

### 批判性回應
在爛番茄上基於14條評論，《大洪荒》獲得62%的評價，平均評分為 5.64/10。
在當代評論中，《綜藝》寫道：「整部電影都充滿了輕鬆風趣、動感十足的商業無聊劇，小孩子們會喜歡它，而年長的男性觀眾可能會喜歡薇芝小姐的演出。」 ，《電影月報》指出：「雖然很容易將這部電影視為一個愚蠢的奇觀，但漢默製片公司的製作精湛技巧非常明顯，唐·查菲執導也做得很好。整部電影非常令人愉快。」
《泰晤士報》評價道：「現在看來，這是一種俗氣的複古尖叫。然而，隨著恐龍和巨型海龜在公元前一百萬年的火山地球上漫遊，這也是欣賞偉大的特效先驅雷哈里豪森早期作品的機會。」，同樣，《電視指南》得出結論：「雖然這部電影遠非哈里豪森最好的電影之一，但電影具有出色的效果，值得影迷觀看。」

### 遺產
《大洪荒》電影使用的所有恐龍模型至今仍然保存著，儘管角鼻龍和三角龍的模型在1969年電影《暴龍關吉》中被重新設計成新的造型。《大洪荒》在當代也普遍視為鹹馬史前電影系列中的第一部。緊隨其後的系列包括《史前女性》 (1968年)、《當恐龍統治地球時》 (1970年) 和《被世界遺忘的生物》(1971年)。山體滑坡的影像素材後來在斯坦利·庫布里克1971年的電影《發條橙子》曾用於亞歷克斯的白日夢場景。

## 其他媒體
這部電影的故事被改編為1978年5月發行的雜誌《House of Hammer》的15頁漫畫（第2卷第14期，由Top Sellers Ltd出版）。由插畫家約翰·博爾頓根據史蒂夫·摩爾的劇本繪製的。雜誌的封面是韋爾奇公司的布賴恩·劉易斯繪製。
在1994年電影《刺激1995》中，拉寇兒·薇芝在《大洪荒》的海報擔當電影的主要元素。此外該電影在2021年電影《貝爾法斯特》中也曾被劇中的角色所提及。
拉寇兒·薇芝的毛皮比基尼服裝和電影造型成為1995年遊戲《时空之轮》中角色艾拉創作的主要基礎。

## 外部連結
- 互联网电影数据库（IMDb）上《大洪荒》的资料（英文）
- AllMovie上《大洪荒》的资料（英文）
- One Million Years B.C. at DBCult Film Institute
- 爛番茄上《One Million Years B.C.》的資料（英文）